# Аментет
Аменте́т (егип. ỉmnt.t) — в египетской мифологии богиня Запада (то есть царства мёртвых) и плодородия, покровительница умерших.
Изображалась в образе женщины со своим иероглифом «запад» («аментет») на голове. Она, как покровительница умерших, протягивала к ним руки, встречая их в царстве мёртвых. В период Нового царства образ Аментет сливался с образом богини Хатхор, которая также называлась «владычицей прекрасного запада».